# Boeing Model 1
Boeing Model 1 (також відомий як «B&W Seaplane») — гідролітак, побудований Вільямом Боїнгом за допомогою військово-морського інженера Джорджа Конрада Вестервельта, у 1916 році.

## Історія
Перший «B&W» було побудовано у червні 1916 року у ангарі для човнів Вільяма Боїнга, на озері Юніон у Сіетлі. Він був виготовлений з дерева, з дротяною обв’язкою та обтягнутий тканиною. Він був схожий на тренувальний літак Мартін, яким володів Боїнг, але у «B&W» були кращі поплавки та більш потужний двигун. Перший B&W отримав назву «Bluebill», а другий — «Mallard». Вони вперше здійснили польоти у червні та листопаді 1916 року.
Компанія сподівалася на інтерес з боку ВМС США, які з серпня 1916 року проводили льотні випробування. До кінця 1916 року літаки здійснили 82 польоти із загальним часом польоту понад 29 годин. 26 березня 1917 року Боїнг запропонував ВМС США придбати два літаки за 10000 доларів кожен. Військово — морський флот отримав два «B&W», як навчальні машини. Але після прибуття на Військово — морську авіаційну станцію «Squantum» у штаті Массачусетс їх визнали непридатними для військового використання та відправили назад у Сіетл.
Коли флот відмовився, літаки було придбано льотною школою з Нової Зеландії за 3750 доларів кожен і вони стали першим міжнародним продажем компанії. 25 червня 1919 року «B&W» встановив новозеландський рекорд висоти у 1981 метри (6500 футів).
Пізніше ці літаки використовувались для експрес — доставки та доставки авіапошти, здійснивши перший офіційний рейс 16 грудня 1919 року.
Через три роки льотна школа припинила свою діяльність, а літаки розібрали та 
відправили на зберігання. Остаточне їх місцеперебування невідомо.

## Колишні оператори
Нова Зеландія
- Льотна школа братів Волш (New Zealand Flying School)

## Ювілейна репліка
До святкування 50-ї річниці заводу Boeing було вирішено збудувати повномасштабну та придатну до експлуатації копію «B&W». Будівництво розпочалсь 27 січня 1966 року. Через відсутність оригінальних кресленнь конструктори базувались на фотографіях та інших джерелах.
Викочування з цеху репліки під назвою «Boeing Model 1A» відбулося 23 травня 1966 року. За два дні потому літак здійснив перший політ. У 1966–1969 роках репліка літала на різних авіаційних шоу. З 1970 року «Model 1A» знаходиться в Музеї авіації Сіетлу, з короткою перервою на участь у виставці Transpo '72.

## Технічні характеристики
Джерело: Boeing
Основні характеристики
- Екіпаж: 1
- Пасажиромісткість: 1
- Довжина: 8,38 м
- Висота:
- Розмах крила: 15,86

- Площа крила: 53,9 м²
- Маса порожнього: 953 кг
- Маса спорядженого: 1272 кг
- Силова установка: 1 ×  Hall-Scott A-5  125 к.с. ( 93 кВт)

Льотні характеристики
- Максимальна швидкість: 121 км/год
- Крейсерська швидкість: 109 км/год
- Практична дальність: 518 км
- Динамічна стеля: 1981 м
- Швидкопідйомність: 3,56 м/с